# علی‌اصغر اعرابی
علی‌اصغر اعرابی (زاده ۱۱ اسفند ۱۳۷۴) بازیکن فوتبال اهل ایران است که در پست هافبک هجومی و مهاجم عضو باشگاه سپاهان در لیگ برتر خلیج فارس می باشد.

## دوران باشگاهی
اعرابی سابقه بازی در تیم های شهدای ستاد آجا و شهدای ستاد را دارد. 
محتشم تبریز
اعرابی به مدت ۲ سال سابقه بازی در تیم محتشم تبریز را دارد.
قشقایی شیراز
اعرابی به مدت ۱ سال سابقه بازی در تیم قشقایی شیراز را دارد وی توانست آمار ۳۵ بازی و ۲ گل را به نام خود ثبت کند.
شمس‌آذر قزوین
اعرابی به مدت ۲ سال سابقه بازی در تیم شمس‌آذر را دارد. اعرابی در این مدت آمار ۳۸ بازی ۱۰ گل و ۷ پاس گل را به از خود به جا گذاشت.
وی که در فصل ۱۴۰۱–۰۲ لیگ آزادگان یکی از بازیکنان تأثیرگذار این تیم در مسیر صعود محسوب می‌شد و در فصل ۱۴۰۲_۱۴۰۳ با به ثمر رساندن ۸ گل و ۵ پاس گل تا پایان فصل نقشی پررنگ برای باشگاهش ایفا کرد.
سپاهان اصفهان
اعرابی در اواخر سال ۱۴۰۳ به سپاهان پیوست.
وی با تیم فوتبال سپاهان قهرمان جام حذفی فوتبال ایران شد.

## افتخارات

#### لیگ آزادگان
قهرمان (۱) با (شمس آذر قزوین) : ۰۲–۱۴۰۱
جام حذفی فوتبال ایران
قهرمان با سپاهان ۱۴۰۲-۰۳